# Centropogon uncialis
Centropogon uncialis är en klockväxtart som beskrevs av Mcvaugh. Centropogon uncialis ingår i släktet Centropogon och familjen klockväxter. Inga underarter finns listade i Catalogue of Life.